# Saxifraga cespitosa
Saxifraga cespitosa — вид трав'янистих рослин родини Ломикаменеві (Saxifragaceae), поширений в арктично-альпійських областях Європи, Сибіру та західній і північній частинах Північної Америки.

## Опис
Це багаторічні трав'янисті рослини 6–25(35) см заввишки, які мають товсте стрижневе коріння, дуже короткі стебла із зів'ялими, опалими листками біля основи. Листки мають від трьох до п'яти листових фрагментів. І листки і чашечки мають залозисте волосся. Прикореневі листки (0.5)0.8–1.5(2.5) × (0.3)0.4–0.6(0.8) см. Стеблові листки значно зменшені, дрібні, довгасті або лінійні, тупі. Листки зеленого або червоного кольору, іноді фіалкові, але дуже часто з помітним нападом жовтої або помаранчевої грибкової цвілі, Melampsora epitea. Суцвіття 2–5-квіткові, іноді поодинокі квіти, до 2–15(20) см. Квіти радіально-симетричні з 5 вільними чашолистками й пелюстками. Чашолистки 2.5–3.5 × 1.5–2.5 мм, широко яйцевиді, тупі або округлі, зелені або частіше з червоним або фіалковим відтінком. Пелюстки дуже різних розмірів, але в основному 4–8 × 2.5–5 мм, білі або блідо-жовтого кольору, рідко блідо-рожеві, довгасті, оберненояйцевиді або вузько довгасті/оберненояйцевиді, округлі. Деякі популяції мають жовті й вузькі пелюстки, пов'язані з напіввідкритим квітами, в той час як більшість популяцій мають білі й широкі пелюстки, пов'язані з повністю відкритими квітами. Тичинок 10. Плоди — коробочки з численним насінням.
Статеве розмноження насінням; немає вегетативне розмноження. Вся купина має один спільний корінь. Квітки пристосовані до запилення комахами, але передбачається, самозапилення бути загальним. Поширення насіння часто відбувається після першого снігопаду, що збільшує відстань розпорошення гладкою поверхнею. Насіння також розповсюджують тварини, наприклад гуси.

## Поширення
Європа (Велика Британія, Фарерські о-ви, Фінляндія, Ісландія, Норвегія [вкл. Шпіцберген], Росія, Швеція), Сибір, Північна Америка (Ґренландія, Канада, США). Населяє прискалки, тріщини, щебнисті місця, кам'янисту тундру, пустища, річкові тераси. Росте на сухих або трошки або тимчасово вологих ділянках. Субстрати: в основному пісок, гравій або мул і глина, ймовірно, байдужий до реакції ґрунту (рН).

## Галерея

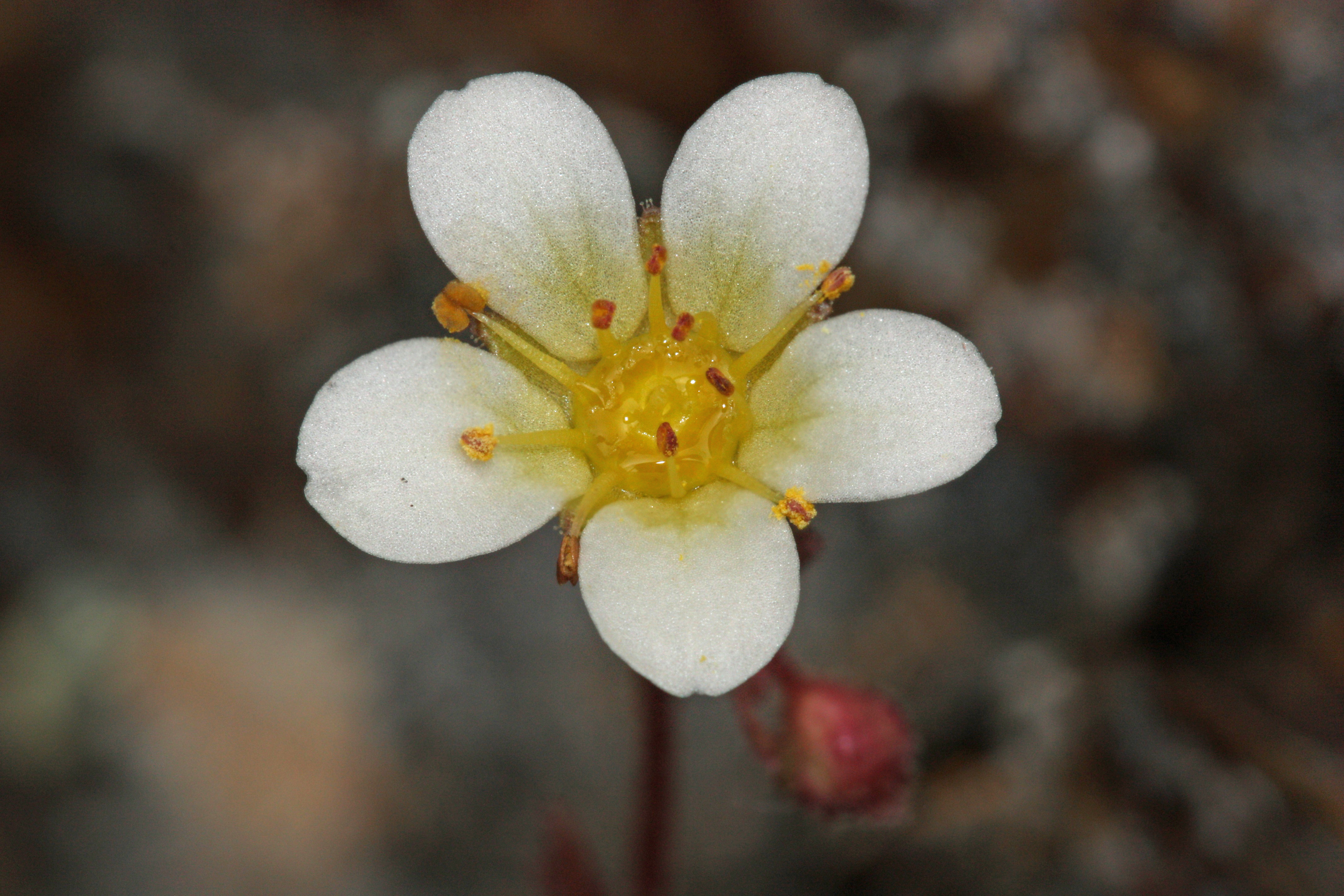
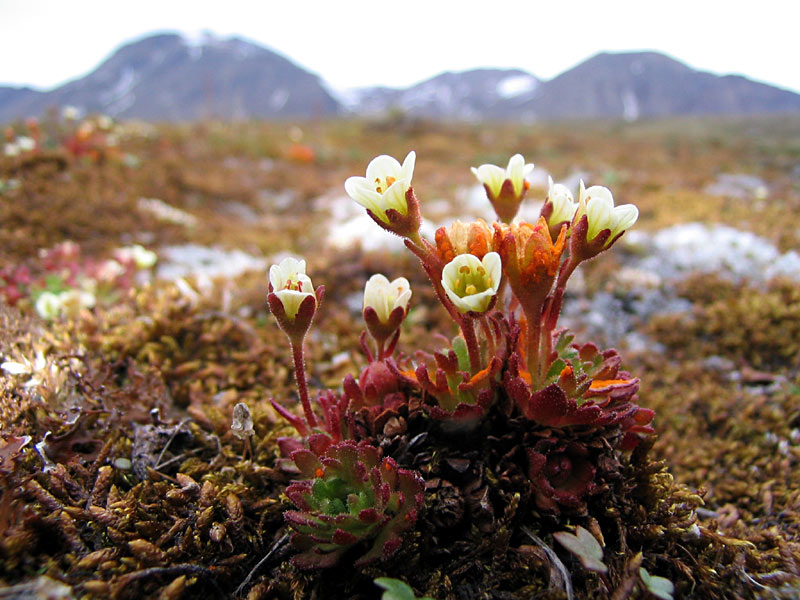
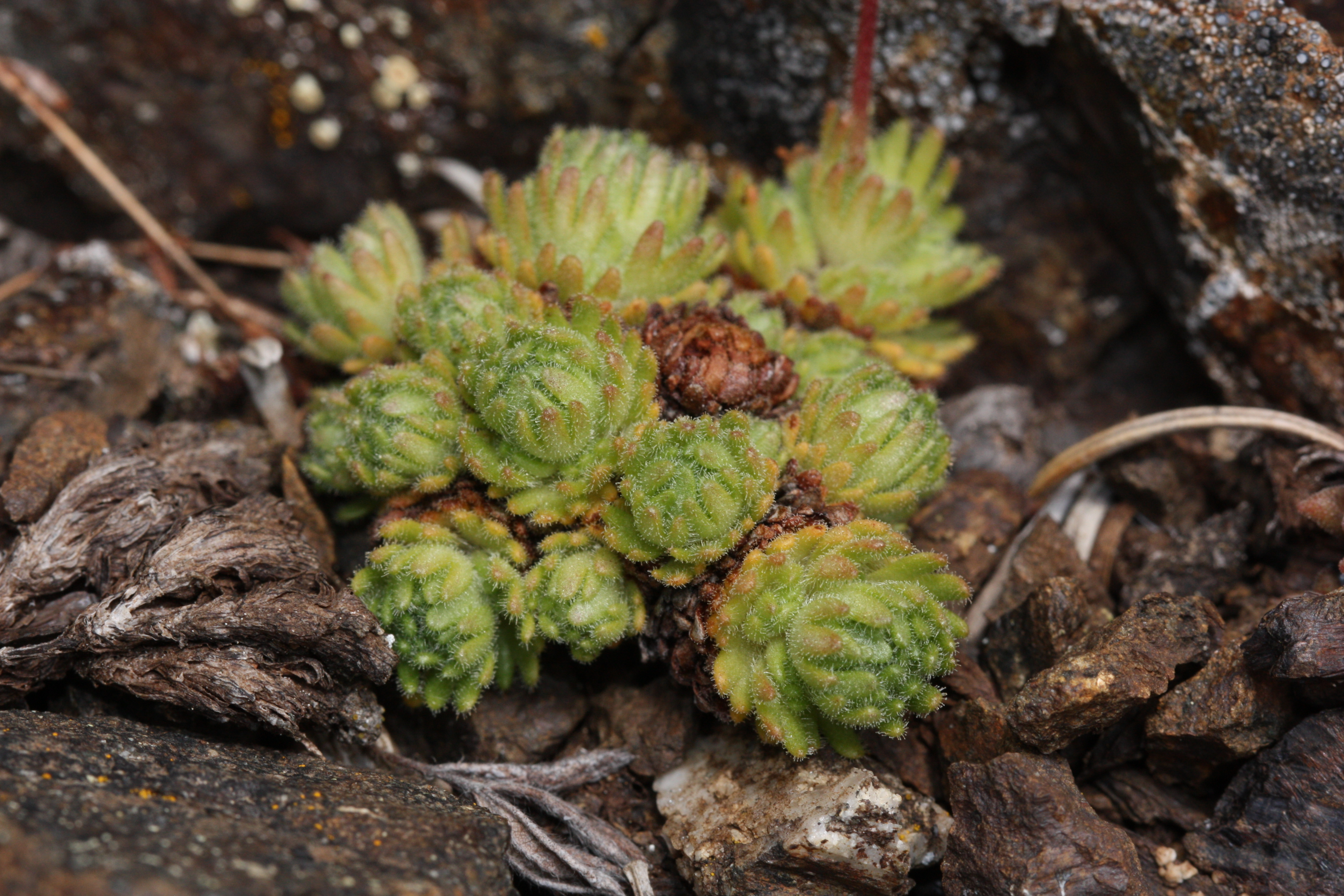
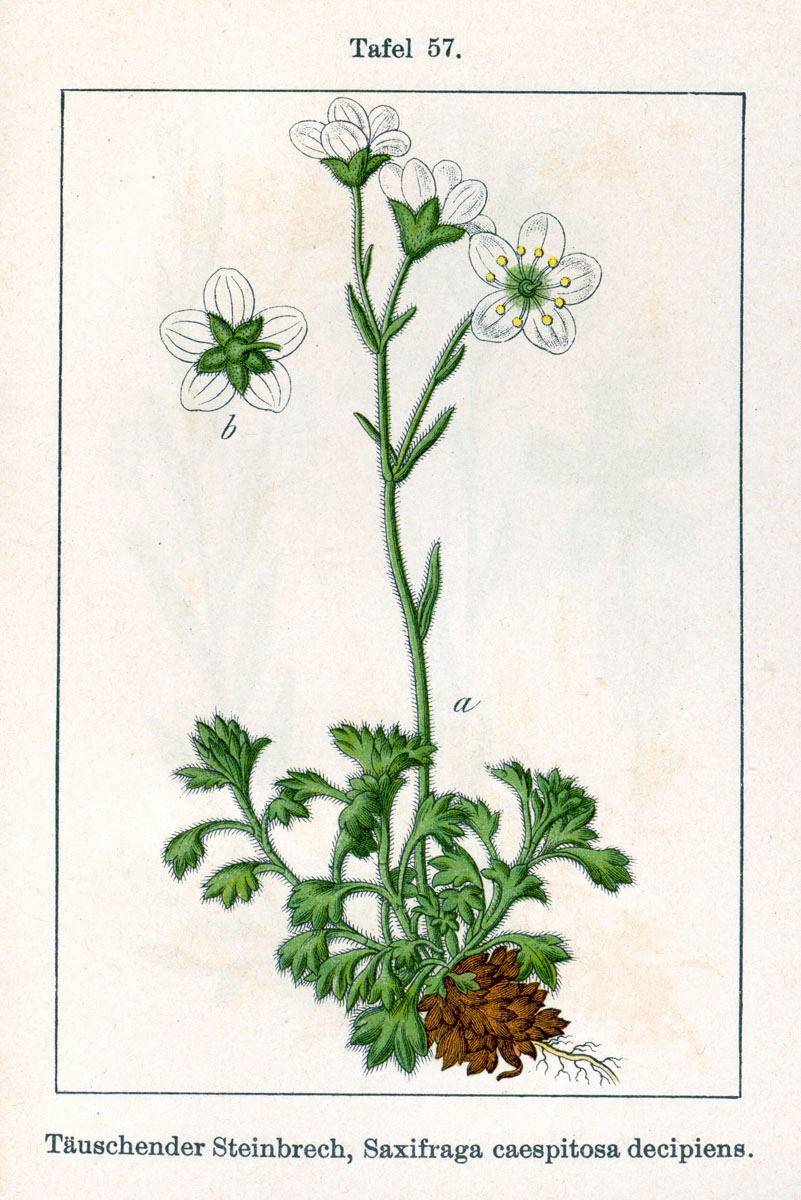